# Campeonato Canadiense de Fútbol 2010
El Campeonato Canadiense de Fútbol 2010 fue la tercera edición en la historia del Campeonato Canadiense de Fútbol. Se disputó entre el 28 de abril y el 2 de junio de 2010. El equipo campeón fue Toronto, que clasificó a la ronda preliminar de la Concacaf Liga Campeones 2010-11.

## Equipos participantes
Los equipos participantes fueron Montreal Impact, Toronto y Vancouver Whitecaps.

## Formato
El torneo reunió a los tres equipos más importantes del fútbol en Canadá, los cuales se enfrentaron en un triangular a dos vueltas, y el vencedor clasificó a la ronda preliminar de la Liga de Campeones de la Concacaf 2010-11.
| Equipo              | Pts. | PJ | PG | PE | PP | GF | GC | Dif. |
| ------------------- | ---- | -- | -- | -- | -- | -- | -- | ---- |
| Toronto             | 8    | 4  | 2  | 2  | 0  | 3  | 0  | +3   |
| Vancouver Whitecaps | 4    | 4  | 0  | 4  | 0  | 2  | 2  | 0    |
| Montreal Impact     | 2    | 4  | 0  | 2  | 2  | 2  | 5  | -3   |

| Fecha       | Lugar                     | Local               | Resultado | Visitante           |
| ----------- | ------------------------- | ------------------- | --------- | ------------------- |
| 28 de abril | BMO Field, Toronto        | Toronto             | 2:0       | Montreal Impact     |
| 5 de mayo   | Estadio Swangard, Burnaby | Vancouver Whitecaps | 1:1       | Montreal Impact     |
| 12 de mayo  | Estadio Saputo, Montreal  | Montreal Impact     | 0:1       | Toronto             |
| 19 de mayo  | Estadio Swangard, Burnaby | Vancouver Whitecaps | 0:0       | Toronto             |
| 26 de mayo  | Estadio Saputo, Montreal  | Montreal Impact     | 1:1       | Vancouver Whitecaps |
| 2 de junio  | BMO Field, Toronto        | Toronto             | 0:0       | Vancouver Whitecaps |

| Campeón Toronto FC |
| 2° título          |